# Orlando Martínez
Orlando Martínez Romero (L'Avana, 2 settembre 1944 – L'Avana, 22 settembre 2021) è stato un pugile cubano.
Ha vinto la medaglia d'oro olimpica nel pugilato alle Olimpiadi di Monaco di Baviera 1972, in particolare nella categoria pesi gallo.
Ha partecipato anche alle Olimpiadi 1968 e alle Olimpiadi 1976.
Nel 1975 a Città del Messico ha conquistato una medaglia d'oro ai giochi panamericani nella stessa categoria.